# Список эпизодов мультсериала «Крутые бобры»
«Крутые бобры» — американский мультсериал, созданный Митчеллом Шауэром для телеканала Nickelodeon. Действие мультсериала вращается вокруг двух братьев-бобров Деггетта и Норберта, которые покинули родительский дом и стали холостяками в лесу недалеко от вымышленного города Уэйауттаун, штат Орегон.
Пилотный эпизод «Snowbound» впервые вышел 24 сентября 1994 года. Премьера мультсериала состоялась с 19 апреля 1997 по 11 июня 2001. Полный эпизод также был выпущен на DVD в первом регионе компанией Shout! Factory.

## Сезоны
| Сезон | Серии | Серии | Сегменты | Даты показа     | Даты показа     |
| Сезон | Серии | Серии | Сегменты | Первая серия    | Последняя серия |
| ----- | ----- | ----- | -------- | --------------- | --------------- |
| 1     | 13    | 13    | 26       | 19 апреля 1997  | 15 ноября 1997  |
| 2     | 13    | 13    | 25       | 1 марта 1998    | 21 ноября 1998  |
| 3     | 22    | 22    | 44       | 14 марта 1999   | 18 марта 2000   |
| 4     | 14    | 14    | 28       | 2 сентября 2000 | 11 июня 2001    |

## Эпизоды

### Первый сезон (1997)
| № | #  | Название                                                                                              | Показ в США     | Показ в России  |
| --- | -- | --- | --------------- | --------------- |
| 1 | 1  | «Рождены, чтобы быть бобрами/Бессонная ночь» «Born To Be Beavers/Up All Night»                        | 19 апреля 1997  | 28 ноября 1998  |
| - Рождены, чтобы быть бобрами: Вынужденные покинуть родную хатку после того, как у их родителей появился новый приплод, молодые бобры Норб и Дэг оказались предоставлены сами себе. Братья начинают спорить о том, как лучше построить собственное жилище. Норберт не хочет опираться на родительские наставления и рассчитывает построить дом по-своему, в то время как Дэггет собирается воспользоваться родительским опытом. Смогут ли бобры определиться с местом для ночлега до сумерек? - Бессонная ночь: Проживая сами по себе, вдали от родительского контроля, Норберт и Дэг осознают, что теперь они могут не ложиться спать ночью, если сами того не захотят. |    | |                 |                 |
| 2 | 2  | «Дальняя плотина/Длиннозубые» «A Dam Too Far/Long In The Teeth»                                       | 27 апреля 1997  | 29 ноября 1998  |
| - Дальняя плотина: Правительственным кругам пришла в голову идея использовать бобров для восстановления разрушенных паводком дамб. Норберта и Дэггета выбрасывают на парашютах в зоне наводнения. Вскоре братья столкнутся с немного разбушевавшейся рекой Дэггета, которая никак не хочет возвращаться в берега. Но братья не намерены сдаваться! - Длиннозубые: Бобровые зубы никогда не перестают расти, и Норбу с Дэгом приходит идея отрастить их как можно длиннее. Мальчики вскоре понимают, какую цену им приходится платить за быстрый рост зубов и высокую моду. Повседневная жизнь становится всё тяжелее. |    | |                 |                 |
| 3 | 3  | «Дарёный конь/Бобры, вперёд» «Gift Hoarse/Go Beavers»                                                 | 4 мая 1997      | 5 декабря 1998  |
| - Дарёный конь: На праздник Дня древонасаждения Норберту подарили отличную модель железной дороги, в то время как Дэгу достался обычный освежитель воздуха. Не мудрено, что к Дэгу приходит зависть. Сможет ли Дэггет понять истинный смысл Дня древонасаждений до того, как он сделает то, о чём потом будет сожалеть? - Бобры, вперёд: Дэггет и Норберт пришли на футбольный матч поболеть за свою любимую команду — «БОБРЫ». Когда их команда начинает проигрывать, ребята решают помочь спортсменам, несмотря на то, что они не такие уж и талантливые в игре. |    | |                 |                 |
| 4 | 4  | «Бобры в коробке/Приговор лососей» «Box Top Beavers/Salmon Sez»                                       | 11 мая 1997     | 6 декабря 1998  |
| - Бобры в коробке: Норберт и Дэггет обожают получать промопризы за упаковки от зерновых каш, которые едят на завтрак. Но когда Дэг хочет собрать 1 тысячу обёрток от упаковок для получения самой желанной игрушки, начинаются трудности, и братья решают забрать приз своими силами. И конечно, задание не будет выполнено без различных проблем и головоломок. - Приговор лососей: Весна царит в воздухе, а также и начинается массовый нерест лососёвых. Норб и Дэг невольно построили свою плотину прямо на пути миграции лосося. Это непреодолимая борьба сил природы против бобров, и время не на их стороне. Братья должны сделать все от них зависящее, чтобы спасти свою плотину от разрушения.                                                                                       |    | |                 |                 |
| 5 | 5  | «Бобры на курорте/Премудрый лесничий» «Beach Beavers A Go-Go/Deranged Ranger»                         | 1 июня 1997     | 12 декабря 1998 |
| - Бобры на курорте: Приближается очередная долгая и холодная зима, и братья бобры решают уехать «на юг». Становится солнечно и весело, но, в конце концов, ребята узнают, что существуют веские причины, почему бобры не мигрируют на зиму. - Премудрый лесничий: Когда по иронии судьбы бобрам приходится исполнять обязанности рейнджеров по контролю за их природной средой, власть опьяняет Дэга. Через какое-то время, парк превращается в зону катастроф, в центре которых оказываются бобры. |    | |                 |                 |
| 6 | 6  | «Могучий бобёр/Водяное чудище» «Muscular Beaver/Fish And Dips»                                        | 8 июня 1997     | 13 декабря 1998 |
| - Могучий бобёр: Большинство людей умеют отличать фантазию от реальности, но только не Дэггет. И вот, когда фантазия Дэга становится слишком уж реальной, Норбу приходится приложить много сил для того, чтобы опустить брата с небес на землю. - Водяное чудище: Древняя легенда из самых давних земных лет рассказывает о страшном чудище, рыбе настолько большой, что она может проглотить Швецию. Когда Дэг, проплывая, попадает прямо к ней, приходит время наконец-то узнать всю правду. |    | |                 |                 |
| 7 | 7  | «Бобёр — ниндзя/Страшная Бука» «Enter The Daggett/Bug-A-Boo»                                          | 22 июня 1997    | 19 декабря 1998 |
| - Бобёр — ниндзя: Дэггет устал быть «существом, естественная защита которого заключается в том, чтобы прятаться в своей плотине». Несмотря на свои природные инстинкты и нарекания брата, Дэг становится мастером боевых искусств. - Страшная Бука: Маленький жучок находит проникает в плотину. Его постоянное скрытое присутствие раздражает Норба, но как выясняется, у Дэга всё намного сложнее, так как него фобия к жукам. Норб ищет путь переубедить своего брата в ничтожности нежелательного гостя, пока его брат совсем не выжил из ума. |    | |                 |                 |
| 8 | 8  | «Миссия на Солнце/Давай поспорим» «Mission To The Big Hot Thingy/I Dare You»                          | 29 июня 1997    | 20 декабря 1998 |
| - Миссия на Солнце: Бобры запущены в космос, чтобы выяснить, смогут ли они построить плотину в невесомости. После того, как опыт завершён, они оказываются брошенными на произвол в космическом пространстве. Бобры должны забыть о своих разногласиях и объединиться, чтобы предотвратить неминуемый конец(по крайней мере, так они решили). - Давай поспорим: Норб начинает насмехаться над Дэгом за то, что он боится лезть на высокое дерево. Дэггет в свою очередь злится и предлагает своему брату попробовать совершить более отчаянный поступок. Ситуация быстро выходит из под контроля, но брат никак не может признать своё поражение, и страх становится единственной проблемой перед испытаниями судьбы(точнее испытаниями над "кое чем родное, который имеет связь со спорами"). |    | |                 |                 |
| 9 | 9  | «Хорошая жизнь/Вонючая лапка» «House Broken/Stinky Toe»                                               | 13 июля 1997    | 26 декабря 1998 |
| - Хорошая жизнь: Устав бороться за своё выживание как дикие животные, бобры решают стать домашними питомцами. Они находят прелести в обыденной жизни людей, не подозревая, что эта лафа только начало череды настоящих испытаний на выживание в этом непростом мире. - Вонючая лапка: Норберт заболел ужасной бобровой болезнью, и Дэггет не остановится ни перед чем, чтобы найти лекарство. Но сможет ли он всё-таки вывести формулу, если даже учёные до него не смогли найти правильный состав? |    | |                 |                 |
| 10 | 10 | «H2-Охо!/Выездка» «H2Whoa!/Fancy Prance»                                                              | 20 июля 1997    | 27 декабря 1998 |
| - H2-Охо!: Норберт и Дэггет находят закрытый тематический водный парк, и они решают сами позабавиться, пока там никого больше нет. - Выездка: Дэггет поддерживает начинание мечты всей жизни своего брата — стать жеребцом, известным скакуном австрийского лошадиного шоу. С помощью Дэга, Норб испытывает взлёты и падения на пути к своей мечте. Пародия на фильм «Рокки». |    | |                 |                 |
| 11 | 11 | «Как избавиться от Бинга?/Дал слово, держи!» «The Bing That Wouldn’t Leave/You Promised!»             | 3 августа 1997  | 2 января 1999   |
| - Как избавиться от Бинга?: Дэггет и Норберт находят себя застрявшими с Бингом, моторно-громким, невероятно цепкой ящерицей, которая просто так не заткнётся, и не отстанет сама по себе. Бобры делают всё от них зависящее, чтобы отвязаться от Бинга пока он не завёл их в тупик. - Дал слово, держи!: Для того, чтобы получить последнюю часть конфеты, Норберт обещает брату, что год спустя он будет делать все, что Дэггет ему прикажет в течение целого дня. К сожалению, для Норба, его брат не забыл это пари, и теперь, Норб будет передвигаться по высоким горам и надевать колющий свитер до конца жизни! |    | |                 |                 |
| 12 | 12 | «Удар любви/Не объедайтесь на ночь» «Bummer Of Love/Food Of The Clods»                                | 10 августа 1997 | 3 января 1999   |
| - Удар любви: Проснувшись, бобры обнаруживают свою дамбу в центре музыкального хиппи-фестиваля. А вот билетов у них нету… - Не объедайтесь на ночь: Дэг пытается успокоить и разбудить своего брата, который после страшных фильмов ужасов и злоупотребления очень острой пищей стал лунатиком… |    | |                 |                 |
| 13 | 13 | «Последняя модель года/Пень, который зашёл поужинать» «Trees Company/Guess Who’s Stumping To Dinner?» | 17 августа 1997 | 9 января 1999   |
| - Последняя модель года: Норб решает уделить некоторое время себе и заняться сборкой новой модели, которую он так долго ждал. Дэг, чувствовав себя отвергнутым, решает показать своему брату, что он в нём не сильно-то и нуждается. Дэг уходит и залезает в новый домик на дереве, где и проходит главная вечеринка дня. - Пень, который зашёл поужинать: Норбет обретает своего настоящего друга — Пня. Несмотря на ревность Дэга, он понимает, что не потерял брата, зато обрёл друга. |    | |                 |                 |

### Второй сезон (1998)
| № | #  | Название | Показ в США      |
| --- | -- | --- | ---------------- |
| 14 | 1  | «Бум бобровых песен/На неделю назад» «Beaver Fever/Same Time Last Week»                                          | 1 марта 1998     |
| - Бум бобровых песен: Норберт и Дэггет становятся обладателями супер-диско хита, который бьёт строчки рейтингов. В конечном итоге, вся славная история выливается в звёздное поведение The Beatles. - На неделю назад: Дэг узнаёт, что доставать своего брата станет не очень весело, когда Норберт «закидывает своего брата на прошлую неделю», и решает повторять свои эксперименты снова и снова с всё более болезненными последствиями(даже захочется искупить свою вину). |    | |                  |
| 15 | 2  | «Знай наших!/Притворщики» «Kandid Kreatures/Fakin' It!»                                                          | 8 марта 1998     |
| - Знай наших!: Ребята узнают, что участвовать в телевизионном шоу не такая уж и хорошая идея. Позволив известному режиссёру документального кино вести процесс, бобры позже узнают, что их снимали в комедийном варианте, а не в серьёзном документальном кино, как они ожидали. - Притворщики: Норберт прикидывается больным, чтобы сделать Дэга своей нянькой, но когда Дэг также начинает прикидываться больным, всё переворачивается вверх дном. |    | |                  |
| 16 | 3  | «Могучий бобёр 2/Где родня нашего пня?» «Muscular Beaver 2/Stump Looks For His Roots»                            | 15 марта 1998    |
| - Могучий бобёр 2: Дэггет под угрозой правительства в очередной раз превращается в Могучего Бобра ради борьбы с стофунтовой занозой. Норберт поможет Могучему Бобру одолеть неистовое чудовище. - Где родня нашего пня?: Бобры хотят выяснить, кто из них является настоящим другом Пня. Норберт узнаёт, что Пень был «пересажен». Пень болезненно восприняв эту новость, отправляется на поиски своей настоящей семьи, бобры же следуют за ним. |    | |                  |
| 17 | 4  | «Дела сердечные/Ужастик на ночь» «Tree Of Hearts/Dag For Night»                                                  | 22 марта 1998    |
| - Дела сердечные: Когда Семицветик второй раз появляется в жизни Норберта, он находится в предвкушении нового расцвета их отношений. Вот только он не замечает, что на женщину бобров глаз положил и водитель грузовиков, тем самым теряя Семицветика в руках заклятого врага Дэга — Траки, землеройки-водителя грузовиков. - Ужастик на ночь: Бобры обнаруживают старый сундук с фильмом внутри. Они предположили, что нашли незаконченный шедевр фильмов ужасов Окснарда Монтальво, и в дань уважения к своему герою решают приступить доделать фильм. Вот только после завершения фильма, получилось не совсем то, чего они ождали. |    | |                  |
| 18 | 5  | «Медвежьему уху не в жилу/Чьи метки крепче» «Un-Barry-ble/Another One Bites The Musk»                            | 29 марта 1998    |
| - Медвежьему уху не в жилу: Когда Барри Медведь решает вернуться к карьере певца, он отправляется на поиски команды. Норберт пытается помочь Барри в этой задаче, но начинает чувствовать себя стеснительно после дурацких попыток Дэга взять на себя всю кампанию по раскрутке певца. - Чьи метки крепче: Дэггет и Норберт узнают, как можно пометить территорию с помощью аромата своих желез. Их братское соперничество доходит до абсурда, когда помеченными оказываются не только их дамба но и весь лес. |    | |                  |
| 19 | 6  | «Магический сучок/Липкая тина» «The Mighty Knot-Head/Pond Scum»                                                  | 26 апреля 1998   |
| - Магический сучок: Когда Дэггет во время поиска хорошего сучка нарывается на племя девушек енотов, его принимают за древнего бога. Норберту приходится спасать брата от его непомерной мании величия вместе с разъярённым племенем девушек енотов. - Липкая тина: Норберт попадает под воздействие скользкой субстанции, под влиянием которой он становится одержимым духом злости. Злобный Норб причиняет неоправданный ущерб своим соседям, до тех пор пока на помощь не приходит Дэггет, и не исправляет ситуацию. |    | |                  |
| 20 | 7  | «Поворот на Древний Рим/Круглая липкая рыбья штуковина» «Friends, Romans, Beavers!/Big Round Sticky Fish Thingy» | 19 июля 1998     |
| - Поворот на Древний Рим: По пути к местному стадиону спорта Дэггет раздражает водителя автобуса, который случайно поворачивает автобус в дыру материи пространства и времени. Мальчики в конечном итоге попадают в древнеримский Колизей, где братья вынуждены стать гладиаторами. - Круглая липкая рыбья штуковина: Норбет и Дэггет узнают, что крупное яйцо рыбы стоит несколько миллионов долларов. Ситуация выходит из под контроля, когда братья «заболевают» золотой лихорадкой, и начинают погоню за золотым довеском. Каждый хочет получить свой кусочек, но что же произойдёт с яйцом в финале серии? |    | |                  |
| 21 | 8  | «Нашествие лесорубов/Зоопарк» «Lumberjacks' Delight/Zooing Time»                                                 | 16 августа 1998  |
| - Нашествие лесорубов: Лес наводнили главные враги бобров — лесорубы. При чём эти ребята не просто рубят деревья — они ещё поют оперы, к тому же, неплохо! После нескольких неудачных попыток убедить лесорубов оставить лес, бобры вызывают их на состязания «Timb-О-Рама», где победитель получает все, если сровняет с землёй весь лес. Дэггет и Норберт побеждают в этом состязании, при этом уничтожив лес. - Зоопарк: Когда брат берёт ответственность за преступление совершённое Дэгом и проводит «нелёгкие времена» в зоопарке, Дэггета начинает мучить совесть. В конце-концов он решает помочь своему брату. В то же время зоопарк является нормальным, клубным и идеалистическим местом для всех зверей, но, не зная об этом факте, Дэггет таки «освобождает» всех зверей, разрушая тем самым сам зоопарк-мечту Норба. |    | |                  |
| 22 | 9  | «Полная неразбериха/Вымирающее животное» «Utter Nonsense/Endangered Species»                                     | 27 сентября 1998 |
| - Полная неразбериха: Когда братья начинают говорить одни и те же вещи одновременно, они решают сыграть в игру: кто заговорит первым — получит пинок. Весь день братья проводят придумывая способы, как друг друга перехитрить и заставить заговорить. - Вымирающее животное: Два не шибко одарённых учёных путают Дэгга с представителем вымирающего вида — рогатым бобром. Их порывы обеспечить сохранность и безопасностью последнего представителя доходят до крайних опасностей… |    | |                  |
| 23 | 10 | «День бесов» «The Day The Earth Got Really Screwed Up!»                                                          | 26 октября 1998  |
| В ночь Хеллоуина Бобры забираются в большой особняк, который стоит на высоком возвышении. Им подвернулся действительно удачный момент, ведь они постучали в двери самого Окснарда Монтальво — звезды сцены. Но их веселью приходит конец, когда они узнают о том, что внеземной разум, который попал во двор этого дома, оживил весь здешний мир и всё превратилось в настоящий ужастик. |    | |                  |
| 24 | 11 | «Разгул нечистой силы/Лихие официанты» «Open Wide For Zombies/Dumbwaiters»                                       | 7 ноября 1998    |
| - Разгул нечистой силы: Разыгравшаяся буря заносит Бобров из их дамбы в страшную бухту. С начала путешествия, Норберт успокаивает своего брата, и заверяет, что тут нечему бояться, но скоро они оба узнают, что их жизнь в опасности, а врагами выступают Болотная Ведьма со своими зомби-друзьями и крокодилом в придачу, который собирает бобриные зубы для своего вуду-ожерелья. - Лихие официанты: В надежде заработать деньги на крутые маски из фильмов ужасов, бобры устраиваются на работу официантами в странный французский ресторан. Катастрофа случается, когда братья перепутывают меню и стараются приготовить хоть что-то съестное. |    | |                  |
| 25 | 12 | «Лишённые шерсти/Ну, Дэгги, погоди!» «Sans-A-Pelt/Gonna Getcha»                                                  | 14 ноября 1998   |
| - Лишённые шерсти: Неудачный магический фокус оставляет бобров без шерсти и привязанными к телефонному столбу. Оказавшимся в затруднительном положении, бобрам необходимо добраться до своей хатки как можно быстрее. Но по пути домой, Норб обнаруживает интересным нахождение голышом, и старaeтся переманить на свою сторону и Дэггета, который просто в бешенстве от всей ситуации(он догадался не сразу, и судя по всему такие глупости произошли не только с ними). - Ну, Дэгги, погоди!: После того, как Дэггет во время игры применяет запрещённый приём, Норберт жаждет мести. Дэг потихоньку сходит с ума от паранойи, размышляя, как же Норб будет ему мстить. В то же время Норб делает вид, что забыл обиды и свои угрозы…                                                                                            |    | |                  |
| 26 | 13 | «Сестрёнки/Решающий шар» «If You In-Sisters/Alley Oops»                                                          | 21 ноября 1998   |
| - Сестрёнки: Дэггет и Норберт хотят заслужить любовь двух младенцев, двух девочек, которые остались на выходные у братьев. Пока самопровозглашённый эксперт по детям Дэг разрабатывает подробный «план удовольствий», Норберт отступает и позволяет сестрёнкам делать то, что они хотят. - Решающий шар: Дэг случайно выиграл боулинг матч от мистической леди дорожек. Теперь, побеждая в каждом страйке, он поднимается вверх по турнирной лестнице, чтобы помочь избавить боулинг клуб от банды Братьев Отто, которые не дают спуску любителям забить хороший страйк. |    | |                  |

### Третий сезон (1999—2000)
| № | #  | Название | Показ в США      |
| --- | -- | --- | ---------------- |
| 27 | 1  | «Кролик-телохранитель/Что ж ты ешь?» «My Bunny-Guard/What’s Eating You?»                                                                      | 14 марта 1999    |
| - Кролик-телохранитель: Дэггет решает стать другом Большого Кролика после того, как он становится боязливым, и решает использовать своего нового друга в роли персонального охранника. Все идёт ладом до тех пор, пока Большой друг не решает нажиться на дружбе и превратить Дэггета в «бобра для футбола». - Что ж ты ешь?: Норб, Дэг и пень застревают в подземелье. Бобры и пень пытаются выбраться из подземелья по тропинке, но по пути Дэг пытается съесть пня. |    | |                  |
| 28 | 2  | «Единственный бобёр/Грызи, хоть загрызись!» «Omega Beaver/Bite This!»                                                                         | 21 марта 1999    |
| - Единственный бобёр: Дэг начинает думать, что скоро наступит нападение зверских пиявок, после того как это узнаёт Норб, он и его друзья решили подшутить на Дэгом. - Грызи, хоть загрызись!: Норб ест во сне дерево, поэтому он пытается разными способами больше не есть дерево во сне. |    | |                  |
| 29 | 3  | «Привидения на бобровой плотине/Когда не спится, или счёт овец» «Spooky Spoots/Up All Night 2: Up All Day. The Reckoning»                     | 28 марта 1999    |
| - Привидения на бобровой плотине: Норб и Дэг пытаются защитить своих друзей-призраков от того, чтобы их не забрали у двух ученых. - Когда не спится, или счёт овец: Продолжая "Не спать всю ночь", Дэг и Норб возвращаются в настоящее, а затем пытаются заснуть, но понимают, что слишком устали, чтобы спать. В результате происходит еще больший хаос, чем в предыдущем эпизоде, например, овцы захватывают дом и возникают галлюцинации. Когда Дэг и Норб наконец засыпают, они не только спят так долго, что становятся старейшинами, но и овцы захватывают весь мир. |    | |                  |
| 30 | 4  | «Могучий бобёр 3/Спой ещё» «Muscular Beaver III/Sang 'Em High»                                                                                | 4 апреля 1999    |
| - Могучий бобёр 3: Дэг простудился и Семицветик лечит его и ухаживает за ним. Норб ревнует. - Спой ещё: Дэггет ссорится с братом и Лаверта Лутз говорит Дэгу как помочь брату в ссоре, после этого когда Дэг начинает злиться он начинает петь. |    | |                  |
| 31 | 5  | «В поисках супер зада/Величайший идиот» «In Search of Big Byoo-Tox/Moronathon Man»                                                            | 11 апреля 1999   |
| - В поисках супер зада: Дэггет решил найти Супер зада, чтобы помочь Норбу. - Величайший идиот: Учёные экспериментируют с зельями и случайно делают всех жителей леса глупыми. |    | |                  |
| 32 | 6  | «Легенда о Добром Малый/Tихо, но страшно» «The Legend of Kid Friendly/Silent But Deadly»                                                      | 18 апреля 1999   |
| - Легенда о Добром Малый: Дикий Запад был его домом. Большая голова, пистолет и обезоруживающая улыбка — таким — последний раз в своей жизни — видели его храбрые ковбои в салунах. И только бобры осмелились бросить вызов Доброму Малому, грозе прерий. - Tихо, но страшно: Проснувшись утром, бобры обнаруживают росомах в доме. Они решают уйти из спальни в тишине, иначе они разорвут двоих "как бумагу". |    | |                  |
| 33 | 7  | «Любовь зла/Заботливый папа» «Tough Love/A Little Dad’ll Do You»                                                                              | 20 июня 1999     |
| - Любовь зла: Бобры собрались на бои Грападуры, но вдруг возвращается Бинг и сказал, что подруга его бросила. Норб понимает его и они решили остаться дома, начав плакать. Дэг всеми силами решает успокоить друзей и отправиться на бои. - Заботливый папа: К бобрам приезжает папа. |    | |                  |
| 34 | 8  | «Придумай дальше!/Общий сбор семейства пней» «Pass it On!/Stump’s Family Reunion»                                                             | 7 августа 1999   |
| - Придумай дальше!: Дэг и Норб среди друзей придумывают истории. - Общий сбор семейства пней: Дэг и Норб решили воссоединить пня с семьёй. |    | |                  |
| 35 | 9  | «Могучий бобёр 4/Как бобры впали в детство» «Muscular Beaver IV/Act Yor Age»                                                                  | 14 августа 1999  |
| - Могучий бобёр 4: Норб и его друзья пытаются спасти Могучего бобра. - Как бобры впали в детство: Бобры едят дерево со доисторических времён и становятся детьми снова. |    | |                  |
| 36 | 10 | «Шальной туалет/Пакуй пожитки» «Too Loose Latrine/Pack Your Dags»                                                                             | 21 августа 1999  |
| - Шальной туалет: Дэг нашёл себе новое хобби: смывать вещи в унитаз, но вдруг он зассоряется. - Пакуй пожитки: Бобры по инстинкту собираются переезжать на другую плотину. |    | |                  |
| 37 | 11 | «Мамочка Дэг/Чёрный список Дэга» «Daggy Dearest/Dag’s List»                                                                                   | 28 августа 1999  |
| - Мамочка Дэг: Дэг просыпается и видит перед собой ребёнка мангуста и решает его воспитывать. - Чёрный список Дэга: Норб даёт блокнот с разными примочками Дэгу, чтобы тот записывал и наказывал своих обидчиков. |    | |                  |
| 38 | 12 | «Как бобры судьбами менялись/Лихой мотоциклист» «Mistaken Identity/Easy Peasy Rider»                                                          | 11 сентября 1999 |
| - Как бобры судьбами менялись: На хатку бобров рухнула русская космическая станция. Космонавты с шутками и прибаутками разбрелись по округе, а братьям предстоит чинить дом. Кто же возьмётся за столь ответственную и тяжёлую работу? Обмен судьбами — вот соломоново решение. Проигравший чинит плотину. - Лихой мотоциклист: К бобрам приезжают байкеры. Дэгу нравится их стиль и он становится одним из них и Норб решает спасти его. |    | |                  |
| 39 | 13 | «Гляделки/Метаморфозы или превращение людей в зверей и наоборот» «Stare and Stare Alike!/I am Not an Animal, I’m Scientist #1»                | 25 сентября 1999 |
| - Гляделки: Дэг и Норб поспорили и играют в гляделки. Но вдруг они выиграли в конкурсе, но из-за болящих глаз они не могут позвонить за призом. - Метаморфозы или превращение людей в зверей и наоборот: Один из учёных решает стать бобром. Он обустраивает плотину бобров и внедряет в неё новые технологии. |    | |                  |
| 40 | 14 | «Норбетто и Дэггетто, Эль Грападура и Бобёр-злодей/Мерзкий стервятник» «Norberto y Daggetto en El Grapadura y el Castor Malo/The Loogie Hawk» | 16 октября 1999  |
| - Норбетто и Дэггетто, Эль Грападура и Бобёр-злодей: Дэг, Норб и Грападура в испанско-говорящем эпизоде. Примечание: На русском языке эпизод озвучен - Мерзкий стервятник: Стервятники стали везде преследовать бобров. Дэг и Норб решили объявить войну им. |    | |                  |
| 41 | 15 | «Прелести дикой жизни/Кто настоящий брат?» «Kreature Komforts/Oh, Brother?»                                                                   | 23 октября 1999  |
| - Прелести дикой жизни: К бобрам едет дальний родственник. Он привык к естественной жизни, бобры решили последовать его образу жизни. - Кто настоящий брат?: Норб нашёл своего брата, но позже задаётся вопрос настоящий ли это брат. |    | |                  |
| 42 | 16 | «Нарбутилус/Самозваные хозяева» «Das Spoot/Sqotters»                                                                                          | 6 ноября 1999    |
| - Нарбутилус: Норб и Дэг исследуют дно своего озера на подводной лодке. - Самозваные хозяева: В дом к бобрам поселяются выдры. Бобрам нужно вернуть своё жильё назад себе. |    | |                  |
| 43 | 17 | «Как Дэгги Норба перерос/Ухажёры» «Long Tall Daggy/Practical Jerks»                                                                           | 13 ноября 1999   |
| - Как Дэгги Норба перерос: Норб обнаруживает, что Дэг выше него. - Ухажёры: Дэг и Норб решили разыграть Семицветика, но вдруг ночью их начал кто-то разыгрывать. |    | |                  |
| 44 | 18 | «Скромный и одинокий/Что такое футбол?» «Nice & Lonely/Soccer? I Hardly Knew Him!»                                                            | 11 декабря 1999  |
| - Скромный и одинокий: Бинг становится звездой телепередачи, и бобры решили помириться с ним. - Что такое футбол?: Дэг изучает новую для него игру — футбол. |    | |                  |
| 45 | 19 | «Вместе на веки/Евробобры» «Brothers… To the End?/Eurobeavers»                                                                                | 31 декабря 1999  |
| - Вместе на веки: Наступает новое тысячелетие и неизвестные силы забирают бобров в параллельную вселенную. - Евробобры: Дэг просыпается и обнаруживает, что Норб занялся Европейским искусством. |    | |                  |
| 46 | 20 | «Крути хвостом веселей!/Один дома» «Slap Happy/Home Loners»                                                                                   | 4 марта 2000     |
| - Крути хвостом веселей!: Папа обучает Дэга и Норба как весело крутить хвостом. - Один дома: Дэг и Норб понимают что остались дома одни, однако это не так и каждый думает что в доме кто-то есть. |    | |                  |
| 47 | 21 | «Неуживчивые братья/Опасные враки» «Ugly Roomers/Finger Lickin' Goofs»                                                                        | 11 марта 2000    |
| - Неуживчивые братья: Дэг мешает Норбу и поэтому они решили построить свою собственную комнату. - Опасные враки: В передаче Билла Ликинга, он рассказывает о медведях, и о том что они смогут съесть бобров. Бобры начинают бояться медведя Барри. |    | |                  |
| 48 | 22 | «Необычное увлечение/Позовём гостей» «Strange Allure/Partying Is Such Sweet Sorrow»                                                           | 18 марта 2000    |
| - Необычное увлечение: Норб занялся медициной, а Дэг влюбился в мормышку. - Позовём гостей: Дэг и Норб приглашают на вечеринку гостей, но сами наводят беспорядок. |    | |                  |

### Четвёртый сезон (2000—2001)
Примечание: В России было показано только несколько эпизодов 4 сезона, по неизвестным причинам остальные серии 4 сезона не были показаны. В списке, расположенном ниже, представлены показанные серии 4 сезона в России.
| № | #  | Название                                                                         | Показ в США      |
| --- | -- | -------------------------------------------------------------------------------- | ---------------- |
| 49 | 1  | «Шоколадное дельце/Разгул двойников» «Chocolate Up to Experience/Three Dag Nite» | 2 сентября 2000  |
| - Шоколадное дельце: Норб заставляет Дэга продавать шоколадные батончики, но в итоге пытается продать один за 200 долларов, пока съедает остальное из-за пристрастия к шоколаду. - Разгул двойников: Дэг клонирует себя, но клоны оказываются неуправляемыми. |    |                                                                                  |                  |
| 50 | 2  | «Повезёт толстым/Дэг в зеркале» «Fat Chance/Dag in the Mirror»                   | 9 сентября 2000  |
| - Повезёт толстым: Норб решил потолстеть перед зимой. - Дэг в зеркале: Дэг становится моделью. |    |                                                                                  |                  |
| 51 | 3  | «Канадский психоз/Шут в мешке» «Canucks Amuck/Yak in the Sack»                   | 16 сентября 2000 |
| - Канадский психоз: Канадские бобры приезжают в Америку и строят плотину рядом с бобрами, перекрывая им воду. Начинается конфликт. - Шут в мешке: В бобрам приходит по почте магический шут и начинает им мешать. |    |                                                                                  |                  |
| 52 | 4  | «Большое развлечение/Дэг не накатался» «Big Fun/Driving Misses Daggett»          | 16 сентября 2000 |
| - Большое развлечение: Дэг и Норб приходят в гости к кролику. - Дэг не накатался: Во время игры в гольф Дэгу хочется кататься на гольф-машине. |    |                                                                                  |                  |
| 60 | 12 | «Даёшь муравейник!/Танцы на роликах» «All in the Colony/Line Duncing»            | 10 марта 2001    |
| - Даёшь муравейник!: Дэггет покупает муравьиную ферму и случайно выпускает на волю колонию термитов, которые медленно захватывают платину. Во время битвы за плотину у Дэга сдают нервы, и он присоединяется к колонии. Норб должен спасти брата, в то же время отбиваясь от термитов в одиночку. - Танцы на роликах: Дэг и Норб едут на ледниковое шоу вместе со своими младшими сёстрами, по пути катаясь на роликах. Но вот проблема — очередь длинная, а бобры встали в самом её конце. Пока Норб уверяет сестричек в скором уменьшении очереди, Дэг отправился за напитками для сестричек… |    |                                                                                  |                  |
| 61 | 13 | «Косматые черти/Букашки на парусе» «Beavemaster/Deck Poops»                      | 30 мая 2001      |
| - Косматые черти: После того, как шаман отправляет в измерение бобров придурковатого воителя, парни все стараются избавиться от него и его личного меча. - Букашки на парусе: Норб пытается спасти Дэга, которого держат в заложниках. |    |                                                                                  |                  |
| 62 | 14 | «Дэгски и Норб/Ракушка или Буря и натиск» «Dagski and Norb/Shell or High Water»  | 11 июня 2001     |
| - Дэгски и Норб: Дэг и Норб и их друзья как в сериале «Старски и Хатч». - Ракушка или Буря и натиск: Дэг и Норб строят песчаные замки на пляже. |    |                                                                                  |                  |